# Episothalma sequestrata
Episothalma sequestrata är en fjärilsart som beskrevs av Louis Beethoven Prout 1917. Episothalma sequestrata ingår i släktet Episothalma och familjen mätare. Inga underarter finns listade i Catalogue of Life.